# Bissy-la-Mâconnaise
Bissy-la-Mâconnaise ist eine französische Gemeinde in der Region Bourgogne-Franche-Comté im Département Saône-et-Loire. Sie gehört zum Kanton Hurigny im Arrondissement Mâcon.

## Geografie
Der kleine Ort mit 203 Einwohnern (Stand 1. Januar 2022) liegt im Haut-Mâconnais an der Route départementale D 58 unmittelbar nach Lugny in Fahrtrichtung Tournus 20 km nordwestlich von Mâcon. Zum Gemeindegebiet zählt auch der am Fuße des Mont Saint-Romain gelegene Weiler Charcuble.

## Geschichte
Zur Zeit des Feudalismus war Bissy-la-Mâconnaise eine Vogtei, die der Diözese von Mâcon angehörte. Kirchenrechtlich  unterstand der Vogt dem Erzpriester von Vérizet (heute Viré), wogegen die Rechtsprechung vom Baron von Lugny ausgeführt wurde.
Um die letzten verschanzten Anhänger der Liga zu schwächen, ließ König Heinrich IV. nach der Unterwerfung des Mâconnais im Jahre 1594 zahlreiche Burgen in der Gegend schleifen, darunter auch das befestigte Schloss von Bissy.

### Toponyme
Bissiaci, Bissiaci  Matisconensis, Bissiaci Matiscon, Bissie, Bissy.

### Bevölkerungsentwicklung
| Jahr      | 1962 | 1968 | 1975 | 1982 | 1990 | 1999 | 2008 | 2018 |
| --------- | ---- | ---- | ---- | ---- | ---- | ---- | ---- | ---- |
| Einwohner | 155  | 165  | 149  | 151  | 158  | 177  | 197  | 204  |

## Weinbau
Die im Dorf produzierten Weine (vorwiegend Weißweine) können unter der Herkunftsbezeichnung (Appellation d’Origine Contrôlée) Mâcon AOC vermarktet werden. Zudem dürfen in Bissy-la-Mâconnaise die regional stark verbreiteten Burgunderweine Aligoté, Bourgogne Grand Ordinaire, Crémant de Bourgogne und Passetoutgrain angebaut werden.

## Sehenswürdigkeiten

### Schloss
Vom befestigten Schloss aus der Mitte des 14. Jahrhunderts sind nur noch die Reste des Turms übriggeblieben. Es war während der Hugenottenkriege zwischen den Parteien hart umkämpft, wurde erobert und bald wieder zurückerobert. Der letzte Schlossherr war Georges de Bauffremont, Graf von Cruzille. 1593 wollte er es dem natürlichen Besitzer Jean de Saulx, Baron von Lugny, im Abtausch mit der Burg in Dulphey (ehemaliger Weiler in der Nähe von Tournus) übergeben, doch wurde dieser Handel im folgenden Jahr obsolet, als Heinrich IV. beide Burgen schleifen ließ.

### Kirche
Die Kirche Église Saint-Cyr-et-Sainte-Julitte ist den beiden aus dem 4. Jahrhundert stammenden Heiligen Quiricus und Julitta geweiht. Auftraggeber für den spätromanischen Bau aus dem 12. Jahrhundert war die Abtei von Cluny. Die massive Bauweise und der Turm mit dem Massif barlong erinnern an einen Donjon. Der Grundriss der Kirche ist einfach: ein Langhaus verlängert durch ein kurzes Joch das den Turm trägt (Travée sous clocher), daran anschließend das Portal mit vorgelagertem Windfang. Das andere Ende des Langschiffes mündet in eine Apsis mit Halbkugelgewölbe (Cul-de-Four). An der rechten Seite der Kirche, die seit 1961 unter Denkmalschutz steht, ist ein Treppenturm angebaut. Die Wendeltreppe im innern des Turms ist mit farbigen Statuetten geschmückt, die ein wichtiges Zeugnis der Volkskunst des 18. Jahrhunderts abgeben.
|  |  |  |

### Kapelle in Charcuble
Im Weiler Charcuble befindet sich die kleine Kapelle Chapelle de Charcuble, welche von den Chantiers de la jeunesse française (CJF Sektion Vauban) am 1. Mai 1941 in weniger als vierundzwanzig Stunden errichtet wurde. Die CFJ waren zwischen 1940 und 1944 eine offiziell konfessionslose (faktisch aber von eng mit der katholischen Kirche verflochten Leuten geführte) paramilitärische Organisation mit Jugendertüchtigungslagern. Die Organisation steht im zweifelhaften Ruf, sie hätte sich nacheinander sowohl vom Vichy-Regime, wie auch von der Résistance instrumentalisieren lassen. Die Jugendlichen weihten die Kapelle dem Saint Philippe, der am 1. Mai Namenstag hat, und der Jeanne d’Arc. Jährlich am 1. Mai findet vor Ort ein Treffen und eine Heilige Messe statt.